# Daniel P. Schrag
Daniel P. Schrag (25 de janeiro de 1966) é Professor de Geologia e Professor de Ciências Ambientais e Engenharia na Universidade de Harvard, onde dirige o Centro de Meio Ambiente da Universidade de Harvard (desde 2004), e co-dirige o Programa em Ciência, Tecnologia e Políticas Públicas no Centro Belfer para Ciência e Assuntos Internacionais na Harvard Kennedy School. Ele também é professor externo no Instituto Santa Fé.
Schrag recebeu seu bacharelado em geologia e geofísica e ciência política pela Universidade de Yale em 1988. Ele recebeu seu Ph.D. em geologia pela Universidade da Califórnia, em Berkeley, em 1993, sob a supervisão de Donald J. DePaolo e Frank M. Richter.
Os interesses de pesquisa de Schrag incluem a história da Terra, as mudanças climáticas, a tecnologia energética e a política energética. Ele é co-autor de mais de 160 publicações em uma ampla variedade de tópicos. Ele estudou a mudança climática em toda a extensão da história da Terra, incluindo como as mudanças climáticas e a evolução química da atmosfera influenciaram a evolução da vida no passado, e que medidas podem ser tomadas para se preparar para os impactos da mudança climática no futuro. Ele ajudou a desenvolver (com seu colega Paul F. Hoffman) a hipótese de que a Terra experimentou uma série de glaciações extremas, chamadas de “Snowball Earths”, que podem ter estimulado um aumento no oxigênio atmosférico e a proliferação de animais multicelulares. Ele também está interessado em como podemos usar eventos climáticos no passado geológico para entender nossos atuais desafios climáticos. Dan trabalhou em uma série de questões em tecnologia e políticas de energia, incluindo tecnologias avançadas para combustível de transporte de baixo carbono, captura e armazenamento de carbono e riscos e oportunidades do gás de xisto.
Schrag recebeu um prêmio MacArthur Fellow em 2000 e serviu de 2009 a 2016 no Conselho de Assessores para Ciência e Tecnologia (PCAST) do Presidente Obama, contribuindo com muitos relatórios para o Presidente, incluindo tecnologia energética e política energética nacional, preparação agrícola, mudança climática e Educação STEM.